# Hyphessobrycon sweglesi
Hyphessobrycon sweglesi o Tetra Fantasma Rojo es una especie de pez de la familia Characidae en el orden de los Characiformes.

## Morfología
Los machos pueden llegar alcanzar los 3,2 cm de
longitud total.

## Alimentación
Come gusanos, insectos y crustáceos.

## Hábitat
Vive en zonas de clima tropical entre 20 °C - 23 °C de temperatura y es muy agresivo.

## Distribución geográfica
Se encuentran en Sudamérica:  cuenca del río Orinoco.